# كريس برانت
كريستوفر برانت (بالإنجليزية: Christopher Brunt)‏ (مواليد 14 ديسمبر 1984 في بلفاست) لاعب كرة قدم إيرلندي شمالي دولي يجيد اللعب في خط الوسط . يلعب حاليا لصالح نادي ويست بروميتش ألبيون الإنجليزي منذ 2007 .

## روابط خارجية
- كريس برانت على موقع الاتحاد الأوربي (الإنجليزية)
- كريس برانت على موقع قاعدة بيانات كرة القدم.إي يو (الإنجليزية)
- كريس برانت على موقع ناشيونال فوتبول تيمز (الإنجليزية)
- كريس برانت على موقع Soccerbase.com (لاعب) (الإنجليزية)
- كريس برانت على موقع Soccerway.com (الإنجليزية)
- كريس برانت على موقع عالم كرة القدم.نت (الإنجليزية)
- كريس برانت على موقع كووورة
- كريس برانت على موقع AS.com (الإسبانية)